# Suthorn Parmkerd
Suthorn Parmkerd (taj. สุนทร เปรมเกิด; ur. 2 maja 1934) – tajski strzelec, olimpijczyk. 
Brał udział w letnich igrzyskach olimpijskich 1976 (Montreal). Wystąpił tylko w konkurencji karabinu małokalibrowego leżąc z odl. 50 metrów, w której zajął 73. miejsce.
W tej samej konkurencji na Mistrzostwach Azji 1975, został sklasyfikowany na ósmym miejscu (zdobył 586 punktów).

## Wyniki olimpijskie
| Igrzyska | Konkurencja                       | Wynik                          | Miejsce    | Źródło |
| -------- | --------------------------------- | ------------------------------ | ---------- | ------ |
| IO 1976  | Karabin małokalibrowy leżąc, 50 m | 574 punkty (93-97-97-93-98-96) | 73 (na 78) | [ 1 ]  |